# Frank Bey
Frank Bey (Millen, 1946. január 17. – Glenolden, 2020. június 7.) amerikai bluesénekes. 27 éves korában – amikor a mór egyházba lépett – változtatta a nevét Bass-ról Bey-re.

## Pályafutása
A Georgia állambeli Millenben született. Tizenkét gyermek közül sorrendben a hetedik volt. Anyja, Maggie Jordan gospel énekes volt. Négyéves korában korában már ő is énekelt. Egyik testvérével és két unokatestvérével együtt a „The Rising Sons” együttessel turnéztak és rádióadásokban szerepeltek. 12-13 éves kora körül az együttes feloszlott.Bay az édesanyjával énekelt helyi koncerteken is.
Frank 17 éves korában Philadelphiába költözött. Két és fél éven át sofőr volt Otis Redding menedzsere mellett. Az 1970-es évek elején turnézni kezdett. Egy 1976-ban született dala a kiadó engedélye nélkül jelent meg, és bár jóval később elismerték, hogy ez a tudta nélkül történt, Bey 17 évre otthagyta a zeneipart, saját vállalkozásokba fogott az építőiparban és az éttermekben.
Csak 1998-ban jelent meg debütáló albuma, a „Steppin ’Out”.

## Lemezek
| Album                   | Artist                  | Release Date |                  |
| ----------------------- | ----------------------- | ------------ | ---------------- |
| The Sunset of Your Love | Moorish Vanguard        | 1976         | Producer, Vocals |
| Steppin' Out            | Frank Bey               | 1998         | Primary Artist   |
| Blues in the Pocket     | Frank Bey               | 2007         | Primary Artist   |
| You Don't Know Nothing  | Frank Bey/Anthony Paule | 2013         | Vocals           |
| Soul for Your Blues     | Frank Bey/Anthony Paule | 2014         | Vocals           |
| Not Goin' Away          | Frank Bey/Anthony Paule | 2015         | Vocals           |
| Back in Business        | Frank Bey               | 2018         | Primary Artist   |
| All My Dues Are Paid    | Frank Bey               | 2020         | Primary Artist   |

## Díjak
- 35th Blues Music Awards – Jelölés: for Soul Blues Male Artist of the Year
- 35th Blues Music Awards – Jelölés: (with Anthony Paule) for Soul Blues Album of the Year
- 37th Blues Music Awards – Jelölés: for Soul Blues Male Artist of the Year
- 37th Blues Music Awards – Jelölés: (with Anthony Paule) for Soul Blues Album of the Year
- 40th Blues Music Awards – Jelölés: for Soul Blues Male Artist of the Year
- 40th Blues Music Awards – Jelölés: for Soul Blues Album of the Year
- 2018: Global Music Awards – Gold Medal, Male Vocalist
- 2019: Blues Blast Music Awards – Jelölés: for Soul Blues Album
- 17th Independent Music Awards – Jelölés: for Blues Album
- 18th Independent Music Awards – Jelölés: for Blues Album